# Inverno nucleare
Con inverno nucleare si intende un periodo di prolungato raffreddamento del clima che si ipotizza potrebbe venire causato da un'eventuale guerra termonucleare su larga scala. L'ipotesi è basata sulla previsione che le larghe tempeste di fuoco causate da un simile conflitto porterebbero grandi quantità di fuliggine nella stratosfera, bloccando per un certo periodo di tempo il passaggio di parte della luce solare.

## Descrizione e possibili effetti
Basandosi sugli effetti riscontrati durante le esplosioni atomiche avvenute ad Hiroshima e Nagasaki sul finire della seconda guerra mondiale, sui vari esperimenti nucleari portati a termine da molti stati nel periodo post-bellico e sugli effetti del disastro di Černobyl', gli scienziati hanno elaborato diverse teorie riguardanti questo periodo. Per via dei venti che trasporterebbero le polveri radioattive, si andrebbe a costituire uno scudo uniforme impermeabile ai raggi solari. Questo farebbe precipitare le temperature nell'atmosfera. La combinazione tra le basse temperature, la continua oscurità e le radiazioni dovute alle esplosioni atomiche produrrebbero sconvolgimenti climatici tali da compromettere irrimediabilmente la vita delle specie animali e vegetali. Si ipotizza che il raffreddamento risultante porterebbe al fallimento dei raccolti e alla carestia.
Negli studi commissionati durante gli anni ottanta si tenne conto del fatto che al momento dell'esplosione un moto convettivo, cioè il fungo atomico, trasporta rapidamente tutte le polveri verso strati più alti. Questo dovrebbe creare una uniforme nube di polvere e cenere radioattiva sospesa nell'aria fra i 10.000 e i 20.000 metri da terra. La nube accumulerebbe l'energia solare e farebbe salire le temperature degli strati della tropopausa ed alta troposfera fino a 80 °C, mentre la superficie della Terra rimarrebbe protetta dai raggi solari e si raffredderebbe in media di 40 °C.
Esistono teorie contrapposte sulle porzioni di superficie terrestre che verrebbero coperte. Alcune teorie sostengono che le polveri di 100 atomiche non termonucleari da 15 kton, cioè di capacità distruttiva tattica come quella di Hiroshima, lanciate da Paesi di zone subtropicali non si stabilizzerebbero in zona, ma coprirebbero uniformemente la superficie terrestre. La sopravvivenza sulla superficie sarebbe del tutto impossibile a causa delle temperature, delle frequenti piogge radioattive e della precipitazione di agenti cancerogeni.